# Søren Vandsø
Søren Vandsø (født 19. april 1973) er generalsekretær for Det Konservative Folkeparti. Vandsø er tidligere landsformand i Konservativ Ungdom.
Vandsø er fra Them syd for Silkeborg, hvor han stadig bor med sin familie.

## Politisk karriere
Søren Vandsø blev valgt som KU-landsformand ved ungdomspartiets landråd i 1996 med blot seks stemmer. Han var landsformand i to år, indtil han valgte at trække sig ved landsrådet i 1998, efter Vandsø havde kritiseret valget af Det Konservative Folkepartis gruppeformand, Hans Engell offentligt.
Vandsø er tidligere kendt for at have haft en meget skeptisk holdning til Den Europæiske Union. Specielt i sin tid som landsformand i Konservativ Ungdom, var Vandsø udpræget EU-skeptisk. Flere gange har Vandsø stået i spidsen for kampagner for et 'nej' ved bl.a. folkeafstemningen i 1998. Han udtalte kort efter valget som KU-landsformand, at både Europa-Kommissionen og Europa-Parlamentet skulle nedlægges, og at alle beslutninger skulle træffes i Ministerrådet.
I 1999 måtte Vandsø trække sig som kredsformand i Silkeborgkredsen, efter, at han havde meddelt, at han ved det foregående europaparlamentsvalg havde stemt på Jens Peter Bonde fra JuniBevægelsen.
Vandsø forsøgte tidligere at stille op ved EP-valget i 2004, men valgte kort før landrådet i 2003 at opgive planerne om at stille op, da han oplevede stor modstand internt i Det Konservative Folkeparti.
I 2007 forlod Vandsø Det Konservative Folkeparti og meldte sig ind i Venstre med henvisning til, at dér var "højere til loftet". Han vendte dog senere tilbage til de konservative og blev partisekretær i januar 2015.